# John Philip Holland
Pour les articles homonymes, voir John Holland et Holland.
John Philip Holland (24 février 1841 - 12 août 1914) est l'ingénieur irlandais qui développa les premiers sous-marins de l'US Navy, de la Royal Navy et de la marine impériale japonaise. Il est considéré comme l'une des personnalités les plus marquantes de l'épopée des sous-marins.

## Biographie
John Phillip Holland est né à Liscannor dans le Comté de Clare en Irlande. Son frère était un militant de l'Irish Republican Brotherhood. Il introduisit John au mouvement. Tous rêvaient de débarrasser leur terre natale de l'envahisseur britannique. C'est ainsi que Holland et les Fenians conçurent un plan qui consistait à développer un sous-marin qui puisse être transporté sur un navire marchand et amené à proximité d'un navire de guerre britannique. Le sous-marin serait alors mis à l'eau et pourrait attaquer le vaisseau britannique.

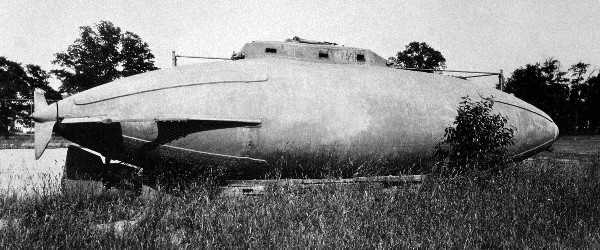
Le Fenian Ram.

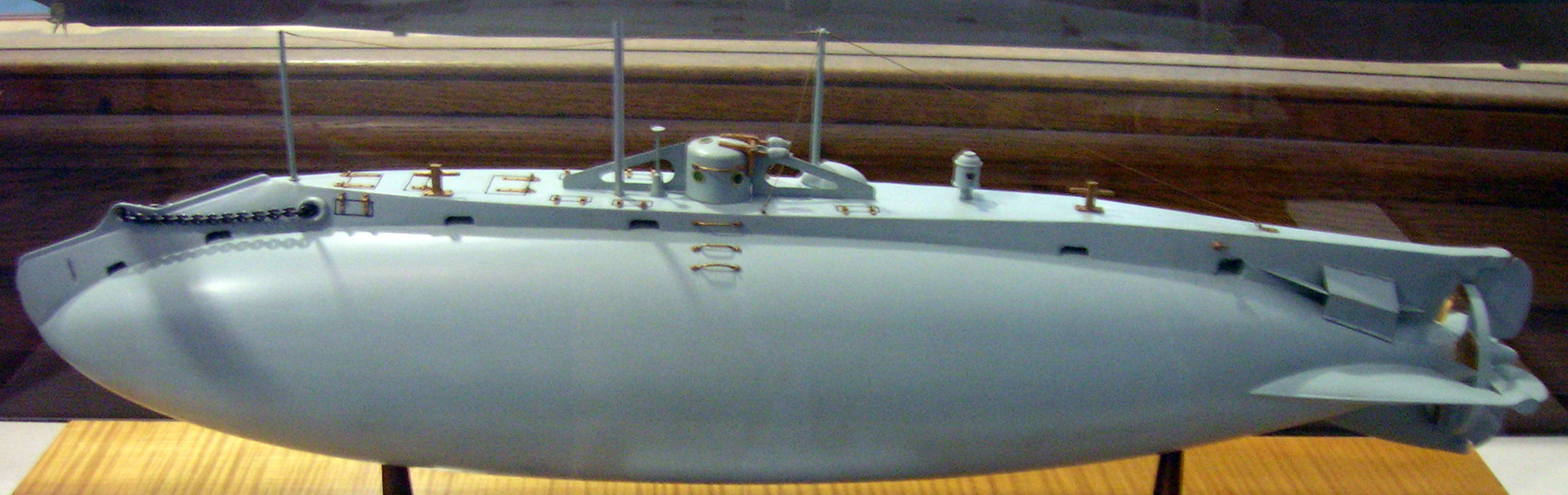
Maquette du Holland no 1, au National Maritime Museum (Londres).

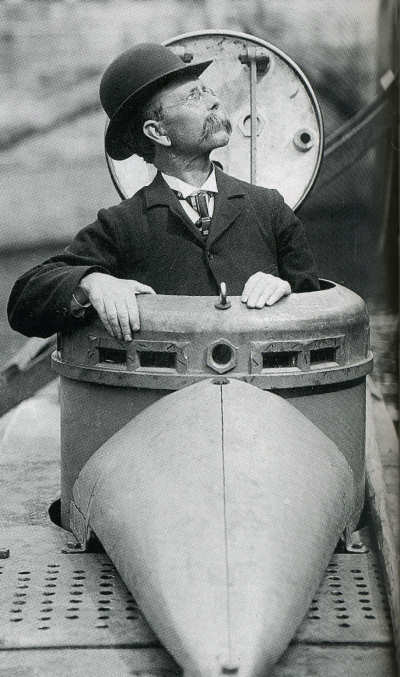
John Philip Holland à la tourelle d'un sous-marin.

En 1873, John Holland quitta l'Irlande pour les États-Unis, il rejoignit son frère et sa mère à Boston dans le Massachusetts. Il partit ensuite enseigner à Paterson dans le New Jersey. En 1875, il envoya les plans de son premier sous-marin à l'US Navy qui les lui renvoya en lui indiquant que son projet était irréalisable. Les Fenians continuèrent à financer les recherches et le développement du sous-marin. Holland put même quitter son poste d'enseignant et se consacrer à plein temps à son projet. Le résultat de ces efforts fut le Fenian Ram, qui fut mis à l'eau en 1881. Peu de temps après, les relations entre Holland et les Fenians se détériorèrent, ce qui signifia la fin de la collaboration, et Holland dut chercher d'autres sources de financement.
Le sous-marin suivant (Holland IV) fut construit alors que Holland travaillait pour la Zalinski Pneumatic Gun Company. En 1888, il s'inscrivit à un concours organisé par la Marine américaine et remporta le premier prix, bien que son projet n'ait aucune source de financement. En 1893, Holland fut de nouveau lauréat du concours organisé par l'US Navy, cette fois-ci pour son sous-marin à vapeur équipé de torpilles. Il créa la même année sa propre entreprise, la Torpedo Boat Company. Il entreprit la construction du Plunger (en), submersible à vapeur de vingt-sept mètres, à la suite d'une commande de la Marine, mais ses vues divergeaient de celles des ingénieurs de la Navy et le projet fut abandonné.
Holland ne croyait pas à l'avenir des sous-marins à vapeur. Il mit donc au point le Holland VI, qui combinait un moteur électrique et un moteur à essence. Il ajouta également une cuve de sécurité, donnant au bâtiment une flottabilité positive en cas d'urgence. Proche de la ruine, il décida de vendre son entreprise à l'Electric Boat Company (qui est aujourd'hui une filiale de General Dynamics). À la demande de l'US Navy, il fit ajouter des tubes lance-torpilles, équipés des torpilles standard Whitehead. Le 11 avril 1900, le Holland VI fut acheté par la marine américaine pour la somme de 150 000 $, ce qui couvrait la moitié des coûts de construction. La Navy rebaptisa le sous-marin USS Holland (SS-1), ce fut le premier sous-marin de la marine américaine. Quatre mois plus tard, six autres sous-marins furent commandés, lesquels servirent plus tard de modèle aux submersibles construits pour les marines britannique, hollandaise et japonaise.
Il meurt en août 1914, quelques mois avant qu'un sous-marin allemand envoie par le fond un vaisseau britannique (le Lusitania) aux débuts de la Première Guerre mondiale. Il meurt dans un quasi anonymat, ruiné. C'est seulement des années après sa mort que son travail fut reconnu et qu'on lui rendit hommage.